# Courtonne-les-Deux-Églises
 Courtonne-les-Deux-Églises  es una población y comuna francesa, situada en la región de Baja Normandía, departamento de Calvados, en el distrito de Lisieux y cantón de Orbec.

## Demografía
| 593 | 538 | 487 | 440 | 471 | 541 |
| Para los censos de 1962 a 1999 la población legal corresponde a la población sin duplicidades (Fuente: INSEE [Consultar]) |     |     |     |     |     |